# Крамаренки (Кременчугский район)
Крамаренки (укр. Крамаренки) — село (Запсельский сельский совет, Кременчугский район, Полтавская область, Украина).
Код КОАТУУ — 5322481305. Население по переписи 2001 года составляло 96 человек.

## Географическое положение
Село Крамаренки находится на левом берегу реки Псёл. Выше по течению на расстоянии 1,5 км расположено село Запселье; ниже по течению на расстоянии 2,5 км расположено село Кузьменки (Горишнеплавневский городской совет); на противоположном берегу — село Федоренки.

## История
В 1911 году на хуторе Крамаренки (Суки) была земская школа и жило 716 человек.